# 福澤徹三
福澤 徹三（ふくざわ てつぞう、1962年 -）は、日本の小説家、ホラー作家、推理作家。
日本推理作家協会会員。日本文藝家協会会員。

## 人物・来歴
福岡県北九州市生まれ。高校卒業後、肉体労働、営業、飲食店、アパレルなど、さまざまな職業を経てデザイナー兼コピーライターに転業。プロダクション、広告代理店、百貨店アートディレクター、専門学校講師を経て作家活動に入る。
2000年、『幻日』でデビュー。ホラー小説や怪談実話、アウトロー小説、警察小説まで幅広く執筆。
2008年『すじぼり』（角川書店）で第10回大藪春彦賞を受賞。2014年『Iターン』で第3回エキナカ書店大賞受賞。

## 作品リスト

### 小説

#### 長編
- 真夜中の金魚（2003年12月 集英社 / 2010年8月 角川文庫）
- 壊れるもの（2004年7月 幻冬舎 / 2008年2月 幻冬舎文庫）
- 亡者の家（2005年6月 光文社文庫 / 2017年8月 光文社文庫【新装版】）
- すじぼり（2006年11月 角川書店 / 2009年7月 角川文庫）
- アンデッドシリーズ
  - アンデッド（2008年8月 角川ホラー文庫）
  - アンデッド 憑霊教室（2009年3月 角川ホラー文庫）
  - アンデッド 拷問教室（2011年3月 角川ホラー文庫）
- Iターンシリーズ
  - Iターン（2010年8月 文藝春秋 / 2013年2月 文春文庫）
  - Iターン2（2019年6月 文春文庫）
- 汝、隣人を愛せよ（2010年12月 徳間書店 / 2014年2月 徳間文庫）
- 東京難民（2011年5月 光文社 / 2013年7月 光文社文庫【上・下】）
- シャッター通りの死にぞこない（2012年3月 双葉社 / 2015年7月 双葉文庫）
- ジューン・ブラッド（2012年11月 幻冬舎 / 2014年10月 幻冬舎文庫） - 「ポンツーン」連載時タイトル『3P』を改題・加筆訂正
- 俺たちに偏差値はない ガチバカ高校リターンズ（2012年12月 徳間書店） 
  - 【改題・加筆訂正】おれたちに偏差値はない 堂南高校ゲッキョク部（2015年12月 文春文庫）
- 灰色の犬（2013年9月 光文社 / 2015年11月 光文社文庫）
- 侠飯シリーズ
  - 侠飯（2014年12月 文春文庫）
  - 侠飯2 ホット&スパイシー篇（2015年12月 文春文庫）
  - 侠飯3 怒濤の賄い篇（2016年8月 文春文庫）
  - 侠飯4 魅惑の立ち呑み篇（2017年7月 文春文庫）
  - 侠飯5 嵐のペンション篇（2018年7月 文春文庫）
  - 侠飯6 炎のちょい足し篇（2020年4月 文春文庫）
  - 侠飯7 激ウマ張り込み篇（2021年8月 文春文庫）
  - 俠飯8 やみつき人情屋台篇（2022年8月 文春文庫）
- 白日の鴉（2015年11月 光文社 / 2018年1月 光文社文庫）
- 群青の魚（2018年10月 光文社 / 2021年12月 光文社文庫）
- 晩夏の向日葵 弁護人 五味陣介（2020年1月 光文社文庫）
- 羊の国のイリヤ（2020年3月 小学館）
  - 【改題】羊の国の「イリヤ」（2022年4月 小学館文庫）
- そのひと皿にめぐりあうとき（2021年5月 光文社 / 2023年3月 光文社文庫）
- 作家ごはん（2021年11月 講談社文庫）

#### 連作短編集
- 死に金（2013年3月 文藝春秋  / 2016年5月 文春文庫）

#### 短編集
- 幻日（2000年3月 ブロンズ新社）
  - 【改題】再生ボタン（2004年8月 幻冬舎文庫）
- 怪の標本（2001年2月 ハルキホラー文庫）
- 廃屋の幽霊（2003年8月 双葉社 / 2006年8月 双葉文庫 / 2019年7月 双葉文庫【新装版】）
- 死小説（2005年3月 幻冬舎 / 2008年8月 幻冬舎文庫）
- ピースサイン（2006年7月 双葉社）
  - 【改題】嗤う男（2009年7月 双葉文庫）
- 夏の改札口（2007年9月 徳間書店）
  - 【改題】死ぬよりほかに（2010年8月 徳間文庫）
- 怪談熱（2009年2月 角川書店 / 2010年12月 角川ホラー文庫）
- 怪談歳時記 12か月の悪夢（2011年11月 角川ホラー文庫）
- しにんあそび（2015年8月 光文社文庫）

### 怪談実話集

#### 忌談シリーズ
- 忌談（2013年6月 角川ホラー文庫）
- 忌談 2（2014年1月 角川ホラー文庫）
- 忌談 3（2014年6月 角川ホラー文庫）
- 忌談 4（2015年1月 角川ホラー文庫）
- 忌談 終（2015年6月 角川ホラー文庫）

#### 忌み地シリーズ
- 忌み地 怪談社奇聞録（2019年7月 講談社文庫）※糸柳寿昭共著
- 忌み地2 怪談社奇聞録（2020年7月 講談社文庫）
- 忌み地3 怪談社奇聞録（2022年7月 講談社文庫）

#### その他
- 怪を訊く日々（2002年8月 メディアファクトリー/ 2005年10月 幻冬舎文庫）
- 黒本 平成怪談実録（2007年8月 新潮文庫 / 2019年2月 竹書房文庫）
- いわくつき 日本怪奇物件（2008年7月 ハルキホラー文庫）写真・谷口雅彦
- 黒い百物語 叫び（2009年7月 メディアファクトリー）
  - 【改題】怪談実話 黒い百物語（2012年1月 MF文庫ダ・ヴィンチ / 2013年11月 角川ホラー文庫）※単行本より六話多く収録
- 怪談実話 盛り塩のある家（2012年9月 メディアファクトリー）
- FKB ふたり怪談 肆（2013年10月 竹書房ホラー文庫）※平山夢明共著
- 怖の日常（2016年7月 角川ホラー文庫）
- S霊園 怪談実話集（2019年7月 角川ホラー文庫）

### ノベライズ
- オトシモノ（2006年9月 角川ホラー文庫）

### エッセイ集
- 怖い話（2009年2月 幻冬舎 / 2011年8月 幻冬舎文庫）

### 新書
- 自分に適した仕事がないと思ったら読む本 落ちこぼれの就職・転職術（2008年1月 幻冬舎新書）
- もうブラック企業しか入れない 会社に殺されないための発想（2013年11月 幻冬舎新書）

### 共著・対談集
- ホラー・ジャパネスクを語る（2003年6月 双葉社） - 東雅夫との対談集
  - 【改題】ホラー・ジャパネスク読本（2006年3月 双葉文庫[5]）

### アンソロジー

#### 作品掲載
「」内が福澤徹三の作品
- 暗闇を追いかけろ（2004年11月 光文社カッパ・ノベルス / 2008年5月 光文社文庫）「不登校の少女」
- 異形コレクション31・ 妖女（2004年12月 光文社文庫）「最後の礼拝」
- 闇夜に怪を語れば―百物語ホラー傑作選（2005年3月 角川ホラー文庫）「怪談」
- 稲生モノノケ大全 陽之巻（2005年5月 毎日新聞社）「逢魔の夏」
- 異形コレクション33・ オバケヤシキ（2005年8月 光文社文庫）「お化け屋敷」
- 異形コレクション37・伯爵の血族 紅ノ章（2007年4月 光文社文庫）「ドラキュラの家」
- 異形コレクション38・心霊理論（2007年8月 光文社文庫）「憑霊」
- 異形コレクション39・ひとにぎりの異形（2007年12月 光文社文庫）「ごみ屋敷」
- 怪談実話系―書き下ろし怪談文芸競作集（2008年6月 MF文庫ダ・ヴィンチ）「見知らぬ女」
- 怪談実話系2―書き下ろし怪談文芸競作集（2009年6月 MF文庫ダ・ウィンチ）「別れのきざし」
- 短篇ベストコレクション 現代の小説2009（2009年6月 徳間文庫）「昭和の夜」
- 文豪てのひら怪談（2009年8月 ポプラ文庫）「百物語」
- 厠の怪 便所怪談競作集（2010年4月 MF文庫ダ・ヴィンチ）「盆の厠」
- 異形コレクション45・憑依（2010年5月 光文社文庫）「やどりびと」
- 怪談実話系4―書き下ろし怪談文芸競作集（2010年6月 MF文庫ダ・ウィンチ）「数珠の糸」
- 怪しき我が家 家の怪談競作集（2011年2月 MF文庫ダ・ヴィンチ）「家が死んどる」
- 怪談実話 FKB話 饗宴（2011年5月 竹書房ホラー文庫）「無縁神社」
- 怪談実話系6―書き下ろし怪談文芸競作集（2011年6月 MF文庫ダ・ウィンチ）「四つの異界」
- やっぱり宮部みゆきの怪談が大好き!（2011年8月 新人物往来社）「怪の再生」
- 怪談実話 FKB 饗宴3（2012年5月 竹書房ホラー文庫）「奈落の怪」
- 怪談実話系ベスト・セレクション（2012年6月 MF文庫ダ・ヴィンチ）「数珠の糸」
- 怪談実話系 愛 書き下ろし怪談文芸競作集（2013年11月 MF文庫ダ・ヴィンチ）「怪だとか」
- 怪談実話 FKB 饗宴6（2014年4月 竹書房ホラー文庫）「蝋燭」
- 怪談五色 破戒（2016年11月 竹書房ホラー文庫）
- 怪談五色 死相（2017年11月 竹書房ホラー文庫）
- 再生 角川ホラー文庫ベストセレクション（2021年5月 角川ホラー文庫）「五月の陥穽」
- 超怖い物件（2022年9月 講談社文庫）「旧居の記憶」
- 七人怪談（2023年6月 KADOKAWA）「会社奇譚」

#### 編集
選者として参加。
- てのひら怪談 ビーケーワン怪談大賞傑作選 加門七海・福澤徹三・東雅夫 編（2007年2月 ポプラ社 / 2008年6月 ポプラ文庫）
- てのひら怪談2 ビーケーワン怪談大賞傑作選 加門七海・福澤徹三・東雅夫 編（2007年12月 ポプラ社）
- てのひら怪談 百怪繚乱篇 ビーケーワン怪談大賞傑作選 加門七海・福澤徹三・東雅夫 編（2008年6月 ポプラ社）
- てのひら怪談 己丑 ビーケーワン怪談大賞傑作選 加門七海・福澤徹三・東雅夫 編（2009年6月 ポプラ文庫）
- てのひら怪談 庚寅 ビーケーワン怪談大賞傑作選 加門七海・福澤徹三・東雅夫 編（2010年6月 ポプラ文庫）
- てのひら怪談 辛卯 ビーケーワン怪談大賞傑作選 加門七海・福澤徹三・東雅夫 編（2011年6月 ポプラ文庫）
- てのひら怪談 壬辰 ビーケーワン怪談大賞傑作選 加門七海・福澤徹三・東雅夫 編（2012年6月 ポプラ文庫）
- てのひら怪談 癸巳（2013年12月 MF文庫ダ・ヴィンチ）
- 怪談実話コンテスト傑作選 黒四 加門七海・木原浩勝・東雅夫・平山夢明・福澤徹三 編（2010年4月 MF文庫ダ・ヴィンチ）
- 怪談実話コンテスト傑作選2 人影 加門七海・東雅夫・平山夢明・福澤徹三 編（2011年4月 MF文庫ダ・ヴィンチ）
- 怪談実話コンテスト傑作選3 跫音 加門七海・東雅夫・平山夢明・福澤徹三 編（2012年4月 MF文庫ダ・ヴィンチ）

## メディア・ミックス

### 映画
- 東京難民（2014年2月22日公開、配給：ファントム・フィルム、監督：佐々部清、主演：中村蒼）

### テレビドラマ
- 侠飯〜おとこめし〜（2016年7月16日 - 9月24日、全10話、テレビ東京系「ドラマ24」枠、主演：生瀬勝久）
- 白日の鴉（2018年1月11日、テレビ朝日系、主演：伊藤淳史）[6]
- Iターン（2019年7月13日 - 9月28日、全12話、テレビ東京系「ドラマ24」枠、主演：ムロツヨシ）[7]
- 白日の鴉2（2020年5月10日、テレビ朝日系「日曜プライム」枠、主演：伊藤淳史、原作：晩夏の向日葵 弁護人 五味陣介）

### 配信ドラマ
- すじぼり（2019年6月21日 - 8月9日、全10話、U-NEXT、主演：藤原季節）[8]

### 漫画
- 侠飯（2017年2月 - 2018年12月、全7巻、ヤンマガKCスペシャル） - 作画：薩美佑
- アイターン（2019年6月 - 2019年12月、全4巻、モーニングKC、原作：Iターン） - 作画：大槻閑人